# Řád prvku
Řád prvku {\displaystyle a\,\!} v grupě {\displaystyle G\,\!} je takové nejmenší přirozené číslo {\displaystyle n\,\!}, že {\displaystyle a^{n}=1\,\!} (přičemž {\displaystyle 1\,\!} je neutrální prvek grupy {\displaystyle G\,\!}), značíme jej {\displaystyle \operatorname {ord} \,a\,\!} nebo {\displaystyle |a|\,\!}.

## Definice
Buď dána grupa {\displaystyle G\,\!}, a prvek {\displaystyle a\in G\,\!}. Je-li cyklická grupa generovaná prvkem {\displaystyle a\,\!} konečná, pak řád prvku {\displaystyle a\,\!} v grupě {\displaystyle G\,\!} klademe roven řádu této cyklické grupy, jinak {\displaystyle 0\,\!} (u některých autorů {\displaystyle \infty \,\!}).

## Tvrzení
- Z Lagrangeovy věty plyne, že řád prvku je dělitelem řádu grupy.
- Pokud je řád prvku roven řádu grupy, pak je tento prvek jejím generátorem a tato grupa je cyklická.
- Buď {\displaystyle f:G\rightarrow H\,\!} homomorfismus grup a {\displaystyle a\in G\,\!} prvek konečného řádu, pak {\displaystyle \operatorname {ord} \,f(a)|\operatorname {ord} \,a\,\!}. Je-li navíc {\displaystyle f\,\!} injektivní, pak {\displaystyle \operatorname {ord} \,f(a)=\operatorname {ord} \,a\,\!}.
- Neutrální prvek je jediný prvek grupy s řádem {\displaystyle 1\,\!} (plyne z jednoznačnosti neutrálního prvku).